# Tantilla planiceps
Tantilla planiceps (західна чорноголова змія) — вид змій родини полозових (Colubridae). Мешкає в Сполучених Штатах Америки і Мексиці.

## Поширення і екологія
Західні чорноголові змії мешкають на півдні Каліфорнії (на південь від затоки Сан-Франциско), а також на Каліфорнійському півострові в Мексиці, в штатах Баха-Каліфорнія і Баха-Каліфорнія-Сур. Вони живуть в прибережних чагарникових заростях, в чапаралі, в дубових і дубово-сосновоних лісах, на периферії пустель, в колючих чагарниках, серед скель та на берегах струмків. Зустрічаються на висоті до 1220 м над рівнем моря. Живляться багатоніжками, комахами, личинками жуків, павуками, слимаками і черв'яками.